# Franc Pokovec
Franc Pokovec-Poki, slovenski partizan, prvoborec, politični komisar, vosovec in narodni heroj, * 16. februar 1921, Ljubljana, † 25. oktober 1991, Ljubljana.

## Življenjepis
Pokovec (partizansko ime Poki) se je septembra 1941 pridružil Šercerjevemu bataljonu. Decembra 1941 se je vrnil v Ljubljano, kjer je postal funkcionar VOSa. 1943 je odšel na Primorsko, kjer je v Gradnikovi in Gregorčičevi brigadi organiziral obveščevalno službo. Decembra 1944 je postal politični komisar VDV brigade.

## Napredovanja
- podpolkovnik JLA (?)

## Odlikovanja
- red narodnega heroja
- red za hrabrost
- red zaslug za ljudstvo II. stopnje
- red bratstva in enotnosti II. stopnje
- partizanska spomenica 1941